# Okameneli gozd v Chemnitzu
Okameneli gozd v Chemnitzu je okamneli gozd v Chemnitzu v Nemčiji.
Večina debel je razstavljenih v Naravoslovnem muzeju v Chemnitzu znotraj Kulturkaufhaus Tietz, vključno z rezinami debel s poliranimi robovi. Majhno zbirko si lahko ogleda tudi na Zeißstraße (Hilbersdorf, 1911). Od 4. aprila 2008 do jeseni 2011 so v Hilbersdorfu potekala izkopavanja, da bi našli in raziskali več deblakov. Njihovi raziskovalci so med drugim odkrili Arthropitys bistriata, vrsto Calamites, velikanske preslice, ki so prednice sodobnih preslic, najdene na tej lokaciji z nikoli videnimi več vejami. Veliko več rastlin in živali iz tega izkopavanja je še vedno v teku raziskav. Ta izjemna najdba je leta 2010 prejela nagrado nemškega paleontološkega društva za fosil leta. Vključena je bila v stalno razstavo.

## Zgodovina
Georgius Agricola (1494-1555) je leta 1546 prvič opisal okamenela drevesa na območju Chemnitza.
Okamnela debla so drevesne praproti (Cyatheales), semenke (Medullosales), iglavci ter Cordaitales in različne vrste Calamites (preslice). Prvobitne rastline so bile večkrat odkrite od 17. stoletja do danes in večinoma v Hilbersdorfu, današnjem okrožju Chemnitza. Sredi 18. stoletja je iskalec dragih kamnov David Frenzel (1691-1772) našel številne primere tega lesa v hribih v Chemnitzu in okolici. Ena od njegovih najdb iz leta 1751 je eden redkih primerkov okamenelega lesa, ki ima še vedno korenine (Megadeudron saxonicum). Ta okamneli les je bil prepeljan v Dresden (Zwinger, za razstavo v Kraljevem saškem muzeju). Kasneje je zbiratelj, izvajalec iz Hilbersdorfa Güldner, nekaj okamenelih hlodov zapustil Muzeju kralja Alberta v Chemnitzu. Preiskovanje najdb je prevzel prvi direktor muzeja Johann Traugott Sterzel (1841-1914). Posvečen mu je Sterzeleanum v muzeju (razstava okamenelega gozda.

## Nastanek okamenelega gozda
Okamneli gozd je nastal v povezavi z izbruhom vulkana Zeisigwald v spodnjem permu in je star približno 291 milijonov let. Drevesa so bila zaradi izbruha in količine tefre izruvana ali odtrgana, podobno kot drevesa, ki jih je leta 1980 ujel izbruh Svete Helene. Debla so nato prekrili z vročo tefro. V naslednjih letih je kremenčeva kislina v tefri zagotovila fosilizacijo permskih rastlin in jih ohranila do danes.

## Živalstvo
Varanopid Ascendonanus kot tudi plazilci, dvoživke, polži in členonožci, vključno s trigonotarbidom Permotarbus in škorpijonom Opsieobuthus, so znani iz gozda.